# Chimaera (geslacht)
Chimaera is een geslacht van draakvissen en omvat de volgende soorten:

## Taxonomie
- Geslacht Chimaera
  - Chimaera argiloba Last, White & Pogonoski, 2008
  - Chimaera bahamaensis Kemper, Ebert, Didier & Compagno, 2010
  - Chimaera buccanigella Clerkin, Ebert & Kemper, 2017
  - Chimaera carophila Kemper, Ebert, Naylor & Didier, 2014
  - Chimaera compacta Iglésias, Kemper & Naylor, 2021
  - Chimaera cubana Howell Rivero, 1936 – Cubaanse draakvis
  - Chimaera didierae Clerkin, Ebert & Kemper, 2017
  - Chimaera fulva Didier, Last & White, 2008
  - Chimaera jordani Tanaka, 1905
  - Chimaera lignaria Didier, 2002 – Carpenters draakvis
  - Chimaera macrospina Didier, Last & White, 2008
  - Chimaera monstrosa Linnaeus, 1758 – Gewone draakvis
  - Chimaera notafricana Kemper, Ebert, Compagno & Didier, 2010
  - Chimaera obscura Didier, Last & White, 2008
  - Chimaera ogilbyi Waite, 1898
  - Chimaera opalescens Luchetti, Iglésias & Sellos, 2011
  - Chimaera orientalis Angulo, López, Bussing & Murase, 2014
  - Chimaera owstoni Tanaka, 1905
  - Chimaera panthera Didier, 1998 – Luipaarddraakvis
  - Chimaera phantasma Jordan & Snyder, 1900 – Zilverdraakvis
  - Chimaera supapae Ebert, Krajangdara, Fahmi & Kemper, 2024
  - Chimaera willwatchi Clerkin, Ebert & Kemper, 2017